# Jody Barton
Jody Barton is een stripreeks die begonnen is in 1990 met het verhaal De schittering van de dood. De strip is geschreven en getekend door Gilbert Declercq.
Gilbert Declercq wilde graag in het weekblad Kuifje publiceren. Dankzij de Vlaamse redacteur Rob Harren kreeg hij de kans om zijn droom waar te maken. Hij kreeg bij uitgeverij Lombard de mogelijkheid om een realistische avonturenstrip te maken met als thema zeil- en scheepvaart. Bob De Moor moest hem artistiek begeleiden en controleren want hij kende veel van schepen.
De strip werd in 1990/1991 voorgepubliceerd in het weekblad Kuifje Door de opheffing van Kuifje werd de stripreeks na het eerste verhaal al stopgezet. Het verhaal werd in albumvorm uitgebracht in 1991 door uitgeverij Le Lombard. In 1993 verscheen een hardcover editie met pagina's in zwart-wit bij Uitgeverij Bonte.

## Albums
| Nummer | Titel                      | Jaar |
| ------ | -------------------------- | ---- |
| 1      | De schittering van de dood | 1991 |

## Inhoud
De schittering van de dood: Jody Barton is een jonge zeeman. Hij is lesgever in zeilen en scheepshersteller op het eiland Guernsey. Op een dag krijgt hij de uitnodiging om gedurende een paar maanden te fungeren als stuurman op het grote zeiljacht "The Mighty" van een zekere Brat Conroy. Jody aanvaardt het voorstel en tien dagen later vertrekt hij naar de Filipijnen waar het jacht voor anker ligt. Daar begint een reis door de Stille Oceaan. Vanaf het begin vinden er raadselachtige voorvallen plaats waardoor Jody de zaak niet helemaal vertrouwt. Een groot deel van het schip is voor Jody verboden terrein. Na drie weken vindt er een gevaarlijk voorval plaats : Een vliegtuig besproeit het schip met slaapgas. Maar het schip wordt verdedigt door een installatie met een luchtdoelraket die het vliegtuig vernietigd. Daarna verloopt de reis zonder incidenten. Een paar weken later bereikt het schip de thuishaven van Conroy : Een paradijselijk oord ergens in de Stille Oceaan. Vandaar uit vertrekt Jody naar een vakantieoord in Micronesië om een paar weken te gaan solo-zeilen. Op open zee komt hij een groot schip tegen dat plotseling explodeert. Jody stuurt een noodoproep naar hulpstations in de buurt. Jody zet intussen zijn eenzame tocht verder, maar er is zware storm op komst. Zijn zeiljacht weet de storm te doorstaan maar loopt wel vast op het koraalrif. Gewapende mannen dringen zijn kajuit binnen en nemen hem mee terug naar het schip van Conroy. Maar nu is hij Conroy's gevangene.